# اندماج الهيليوم
اندماج الهيليوم(بالإنجليزي: Helium fusion) أحد تفاعلات الاندماج النووي ، الذي يتم بواسطة اندماج أنوية هيليوم -4 (جسيمات ألفا)انظر تخليق العناصر، حيث تندمج نواتي هيليوم مكونة بيريليوم -8 وهو عنصر غير مستقر وسرعان مايتفكك مكونا نواتي هيليوم عمر النصف لها 1×10−16 إلى 2.6×10−16 ثانية ، فإذا كانت درجة حرارة النجم أكبر من 100 مليون كلفن أي مايعادل 8.6 كيلو إلكترون فولت (عملاق أحمر ،عملاق أحمر عظيم)، تنصهر نواة الهيليوم الثالثة مع نواة بريليوم – 8 قبل اضمحلالها مكونة كربون -12 وعند درجات حرارة عالية جدا تندمج نواة الهيليوم مع كربون – 12 لتكون أكسجين – 16 .